# Jean-Barthélémy Bokassa
Pour les articles homonymes, voir Bokassa.
 (janvier 2017).
Jean-Barthélémy Bokassa est né le 30 août 1974 à Bangui (République centrafricaine). Auteur de plusieurs essais et d’un roman.

## Biographie
Jean-Barthélémy Bokassa est né à Bangui, en Centrafrique. 
En septembre 1979, alors qu'il est âgé de cinq ans, l’opération Caban et l'opération militaire Barracuda, orchestrées par la France, mettent un terme au pouvoir autocratique de son grand-père l'empereur Bokassa Ier.
Il passe quelque temps au château d'Hardricourt dans les Yvelines où il côtoie la progéniture des 17 épouses de son grand-père en exil. Sa grand-mère vietnamienne Hué et sa mère Martine s’installent à Nancy où elles investissent dans un magasin d'électro-ménager. Jean-Barthélémy Bokassa y poursuit sa scolarité avant d’aller vivre à L'Île-Rousse où sa mère ouvre un restaurant vietnamien. Il séjourne quatre années en Corse et y passe son baccalauréat.
Jean-Barthélémy Bokassa reste très attaché à la Corse, à sa culture, son histoire, ses paysages[source insuffisante]. Il rejoint néanmoins la capitale pour y poursuivre des études commerciales à Paris-Dauphine. Parallèlement, il s'inscrit aux Langues orientales pour y étudier le vietnamien[réf. nécessaire].
Comme son grand-père, le dandy parisien se passionne pour Napoléon Ier dont il peint des portraits. Il collectionne des objets qui datent de l'Empire.

### Les Diamants de la trahison
Cet essai à caractère historique est publié en novembre 2006 chez Pharos Éditions. Pour ce premier titre, Jean-Barthélémy Bokassa narre l'histoire de sa famille en Centrafrique. Selon un article paru dans Corse-Matin (en date du 27 décembre 2006), l’auteur dédie son livre à sa mère, Martine Bokassa. Il y déclare notamment « Jean-Bedel n’était pas un ange mais ce n’était pas non plus le monstre que l’on a décrit après sa chute ».

### Comment épouser un millionnaire: le guide des castors
Dans cet essai publié en 2008, Jean-Barthélémy Bokassa centre son sujet sur les « castors », « ces personnes issues de milieu social modeste, qui tentent de s'introduire dans la haute société, en feignant d’en faire partie pour mieux la dépouiller ». 
Ce terme désignait autrefois les enfants de concierges auxquels les parents enseignaient les mille et une manières de faire illusion en société. »

### Saga Bokassa
Dans cet ouvrage paru en avril 2009, Jean-Barthélémy Bokassa répond, en seize chapitres, à des questions relatives à l'histoire de son grand-père. À l’occasion de la sortie du livre, dans un entretien donné au journaliste Julien Négui de Paris Match, l’auteur déclare « Au-delà des secrets qui entourent grand-père, j’aurais aimé mieux comprendre son besoin d’exceptionnel ».

### Erika Flynt ou le Récit d’une métamorphose
Il s’agit d'un roman paru en novembre 2010. Il y reprend la thématique du « castor » développée dans son deuxième essai et l'applique à un personnage central, Erika Flynt.

## Apparitions à la télévision
- 2020 : Bernard Tapie, les matchs de sa vie, Pauline Revenaz, BFM TV
- 2014 : Il était une voix, Nathalie Karsenti, TéléSud
- 2013 : Le Supplément, Maïtena Biraben, Canal+.
- 2010 : Y a une solution à tout, Evelyne Thomas, Direct8.
- 2009 : Un Jour un Destin, Laurent Delahousse, France 2.
- 2009 : Guide Privé, Michel Bleze Pascau, OrléansTV.
- 2007 : Paris Dernière Xavier De Moulins, Paris Première.
- 2006 : L'arène de France, Stéphane Bern, France 2
- 2006 : 93, Faubourg Saint-Honoré, Thierry Ardisson, Paris Première.